# Janet.
janet. — п'ятий студійний альбом американською співачки Джанет Джексон. Випущений 18 травня 1993 року компанією Virgin Records. Перед випуском диска, Джексон була в центрі торговельної війни між найбільшими лейблами, за право укласти з нею контракт. Її перший лейбл A&M хотів продовжити співробітництво, в той час як інші компанії, в тому числі Atlantic, Capitol та Virgin бажали переманити її. Після особистої зустрічі з власником Virgin Річардом Бренсоном, вона уклала з його лейблом безпрецедентний мульти-мільйонний контракт, який зробив її, на той момент, найвищооплачуваним артистом в музичному бізнесі.
Через те, що навколо співачки продовжували ходити розмови, на тему того, що її успіх в музичній індустрії цілком заснований на тому, що вона є членом родини Джексонів і на таланті її продюсерів, Джанет вирішила взяти запис альбому під свій контроль. Його назва, яке читається як «Джанет, і крапка», стало виразом того, що вона вирішила дистанціюватися від своєї родини, повністю прибравши в оформленні прізвище Джексон. Вона написала всі тексти, також ставши співпродюсером усіх пісень і співавтором усіх аранжувань на альбомі, спільно з її давніми партнерами Джиммі Джемом та Террі Льюїсом. В той час, як використання сучасного ритм-н-блюзу та репу було звичайною практикою в її творчості, на платівці вона розширила перелік музичних стилів, додавши в нього хіп-хоп, оперу, хауз та джаз, повністю відмовившись від індастріал-звучання її попередніх робіт. Незважаючи на те, що альбом виявився менш інноваційним, ніж Janet Jackson's Rhythm Nation 1814 (1989) та Control (1986), рецензії критиків були переважно позитивними. У світлі того, що Джексон доклала більше зусиль у створенні пісень і в процес запису, цю роботу порахували більш правдивим доказом незалежності виконавиці, ніж Control. Основною темою janet. стали інтимні стосунки, в діапазоні від любові до сексу. Більшість позитивних оцінок були отримані за тексти пісень, в яких було відображено жіночий погляд на сексуальність, а також на практику безпечного сексу.
Альбом дебютував на першому місці в американському чарті Billboard 200 з найбільшим в історії для жінки-виконавиці тиражем, проданим за перший тиждень. Він став третім альбомом Джексон, який очолив чарт, так само досягнувши першій позиції в Австралії, Новій Зеландії та Великої Британії. Сертифікований Американською асоціацією звукозаписних компаній як шестикратно платиновий, альбом розійшовся тиражем більше двадцяти мільйонів екземплярів по всьому світ і увійшов в список найбільш продаваних у світі альбомів. Він також закріпив Джексон в статусах світової ікони поп-музики та секс-символу і був поміщений Залом слави рок-н-ролу в списку двохсот найважливіших альбомів усіх часів. З альбому було випущено шість синглів, які потрапили в топ-10 американського чарту Billboard Hot 100. «That's the Way Love Goes» став одним з найуспішніших синглів Джексон, протримавшись на першому місці Hot 100 вісім тижнів, а також очоливши чарти Австралії, Канади та Нової Зеландії. Він отримав дві номінації на премії «Премія Ґреммі» 1994 року, вигравши статуетку за «Найкращу пісню в стилі ритм-н-блюз». Балада «Again» — написана для фільму «Поетична Джастіс», — також очолила Hot 100 і отримала номінації на «Золотий глобус» та «Оскар» у категорії «Найкраща оригінальна пісня, записана для фільму». Журналісти зазначали, що еротичні кліпи Джексон, зняті на пісні з альбому, внесли свій внесок у сексуальне розкріпачення жінок. Тур Janet World Tour в підтримку альбому, спонсорував телеканалом MTV, був позитивно оцінений критиками за переконливі танцювальні номери Джексон та зміцнив її репутацію, як одного з найвидатніших артистів покоління MTV.

## Підґрунтя

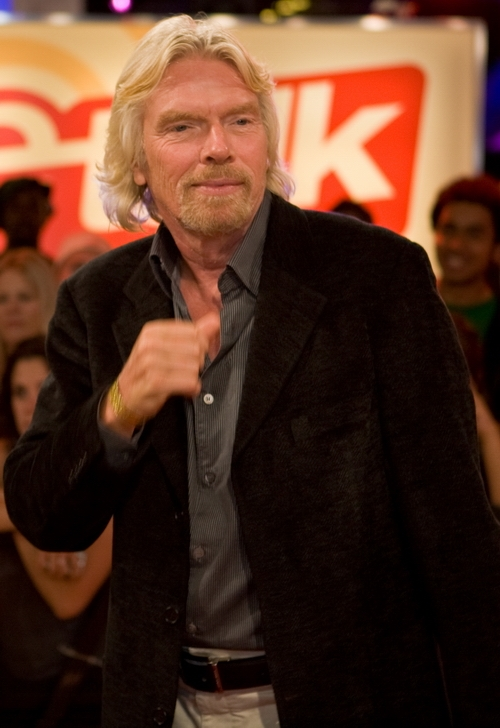
Після особистої зустрічі з Річардом Бренсоном, Джексон підписала з його лейблом Virgin Records безпрецедентний мультімілліонний контакт

Навесні 1991 року почали з'являтися чутки про суперництво між найбільшими лейблами, за новий, мультімілліонний контракт з Джанет Джексон. Журнал Jet повідомляв: «Рекорд-компанії готові заплатити близько 50-ти мільйонів доларів, щоб підписати з суперзіркою Джанет Джексон контракт, зробивши 24-річну співачку/автора пісень/танцюриста/актрису ключовим гравцем в одній з найгарячіших торгових воєн між звукозаписними компаніями сучасності». Журналісти писали, що компанії Capitol, Virgin та Atlantic включилися в боротьбу за контракт з Джексон, у той час, як її колишні домовленості з A&M Records підходили до кінця. У березні вона підписала контракт з Virgin. Нью-Йорк Таймс оголосив: «Джанет Джексон підписала, можливо, самий вигідний контракт в історії звукозапису. 24-х річна співачка, автор пісень та актриса підписала ексклюзивний контракт з Virgin Records, про що було оголошено вчора». Її нова угода передбачала двадцатідвухпроцентние виплати роялті, на додаток до безпрецедентного на той час бонусу, за підписання контракту. Чак Філіпс з Лос-Анджелес таймс писав, що це була сама захоплююча торгова війна на його пам'яті і що «однією з причин цієї війни стало те, що, як відзначали багато фахівців індустрії, Джексон, в її 24 роки, залишається відносно свіжим обличчям на поп-сцені, а її данс-поп стиль ідеальний для сьогоднішнього поп-відео клімату». На додаток до цього, її потенціал стати міжнародною зіркою, відзначався як основна мотивація для інвестицій рекорд-компаній. Джеф Ерофф, виконувач фінансовий директор Virgin в США стверджував: «Джанет — зірка світового рівня і ми прогнозуємо, що вона стане великою». Власник Virgin, Річард Бренсон, провів з Джанет особисту зустріч, щоб умовити її на підписання контракту. Він говорив: «Рембрант рідко стає доступним... Коли це відбувається, є багато людей, які повні рішучості отримати його. Я був повний рішучості».
Стівен Голден з The New York Times критикував небувалу ціну контракту, порахувавши, що це ризиковане підприємство для Virgin. Він стверджував, що Джексон — це «продюсерський проект, хтось, хто звертається до інших людей, які роблять її музику цікавою та трендової. Вона також не має власного обличчя, як артистично, так і в ролі зірки. Так де співачки, навроде міс Г'юстон та Марайя Кері, показують всю силу свого голосу, Міс Джексон демонструє вокал, невідмітний від студійних записів». Річард Бренсон спростовував ці твердження, кажучи, що «Міс Джексон отримала найбільший успіх працюючи з продюсерською командою Джиммі Джема та Террі Льюїса, так само, як її брат Майкл Джексон отримав найбільший успіх з продюсером Квінсі Джонсом. Цікаво, що Містер Голден не згадав ці схожі " обставини ", коли писав про Майкла Джексона. Говорити, що Джексон залежить від її продюсерів — значить не бачить далі власного носа. Вона — справжній талант, незалежний ні від кого». Майкл Джексон незабаром побив рекорд його сестри, підписавши 60-ти мільйонний контракт з Sony Music Entertainment. Обидва контракти серйозно розкритикували. Los Angeles Times повідомляв, що «президент A&M Records, Аль Кафаров, чия компанія упустила Джанет Джексон в запеклій торгової війни, сказав, що звукозаписні компанії, можливо, покладають дуже великі надії на певних виконавців», оскільки вони витрачають ті свої фонди на Джексонів, які б могли запустити кар'єри безлічі невідомих талантів. Кліфф Бенрстейн з Q-Prime management відзначав, що запити зірок з цього моменту можуть злетіти до небес.

## Концепція
Секс — це не просто запал і жар, це ще і природна краса. Це природна річ. Він допомагає забутися, давати і отримувати те, що ти хочеш. У роки епідемії СНІДу, звичайно, потрібно бути відповідальним. Хоча, на психологічному рівні, хороший секс, який повністю задовольняє, також пов'язаний з втратою самоконтролю, використанням свого тіла, щоб покинути його. І знаєте, в перший раз, я відчуваю себе вільною. Я люблю відчувати себе сексуальною та готова поділитися цим зі світом. Для мене, секс став чудовим святом, приємною частиною творчого процесу.
Після того, як вона писала пісні про незалежність на Control і про соціальну несправедливість на Rhythm Nation 1814, Джексон захотілося присвятити новий альбом любові та відносинам між людьми. Вона описувала тематику нового альбому, як «інтимну» та говорила, що «сексуальні відносини встали на чільне місце [на альбомі]». В інтерв'ю Девіду Вайлду з Rolling Stone вона стверджувала, що «коли я робила Rhythm Nation, я думала про те, як все це важко, регламентовано, все здавалося чорно-білим... Я подумала, що повинна зробити щось сексуальне — що було для мене важко, оскільки я росла шибеником і не думала про себе в цьому ключі. Але, я думаю, цей альбом вийшов більш жіночим». Джиммі Джем говорив, що альбом був абсолютно жіночим, на противагу її попереднім записам. «janet. — він про жінку, яка відчуває себе впевнено та сексуально, яка в гармонії зі своєю жіночною стороною», — розповідав музикант.
Співачка також пояснювала, як її експеримент в кінематографі, а саме, роль у фільмі «Поетична Джастіс», вплинув на її музику. У розмові з біографом Девідом Рітцом, вона говорила, що «Rhythm Nation був непростою роботою, а "Поетична Джастіс" став важким фільмом. Мені захотілося створити щось більш світле, але таке ж сміливе... Коли я писала альбом, я все ще перебувала в поетичному настрої, який був натхненний прекрасною мовою Майї. Ви можете почути його вплив в інтерлюдії і, особливо, у пісні "New Agenda". Цього разу я відчувала себе більш вільною в способах самовираження».

## Назва
Незважаючи на те, що попередні два її альбоми отримали успіх у критики та публіки, Джексон продовжувала бути об'єктом порівняння з її братом Майклом, з твердженнями про те, що вона не зможе довго протриматися в музичній індустрії. Коли Една Гендерсон з USA Today запитала її про це, вона відповідала: «Деякі вважають, що я виїжджаю за рахунок свого прізвища... Ось чому на цьому альбомі я розмістила лише своє ім'я і не стала просити моїх братів писати або продюсувати для мене музику». В Virgin Records пояснювали, що назва альбому «підкреслює цю декларацію сильного виконавця, автора пісень та продюсера, сміливо показала цю колекцію пісень про кохання, почуття, силі фемінізму та можливостях її саморозвитку». Томас Харріс, автор книги Music of the 1990s (2011), писав, що «це свідоме рішення було ухвалене компанією та/або Джексон, щоб вивести її в ранг тих зірок, які самі назвали себе одним ім'ям, як наприклад Мадонна, Боно або Прінс або, хоча б, ввести її в ранг тих зірок, яких публіка сама називає за іменами, як Вітні, Марайя, Доллі або Гарта. Джексон повинна була, в підсумку, утвердитися, як самостійна персона, а не як продукт її сімейної фабрики зірок». Сел Сінгуемані з Slant Magazine порахував, що назва альбому, в кінцевому підсумку, «оголосила про її повну незалежність від її патріархальної родини та зробило артистом власного імені». У світлі того, що альбом став декларацією її незалежності від родини, його назва повинна була читатися, як «Джанет, і крапка».

## Запис
Запис альбому вівся на студії Flyte Tyme в Ідайна, штат Міннесота. Всі пісні, за винятком «What'll I Do», були написані та спродюсовані Джанет Джексон, Джиммі Джемом та Террі Льюїсом. Зведенням займалися Стів Ходж та Дейв Реда. Продюсерами «What'll I Do» виступили Джексон та Джіллібін Джонсон. Ця пісня була кавер-версією однойменної композиції 1967 року, написаної Стіві Купером і Джо Шавеллом. Виконавиця самостійно переписала текст пісні. Джексон узяла більшу участь у розробці звучання альбому, ніж на її попередніх записах. Вона пояснювала, що «всі мої записи є особистими, і цей альбом janet., самий особистий запис з усіх. Саме з цієї причини, мені було важливо, цього разу, написати всі тексти та половину мелодій». Джем описував запис, як «музично, більш зрілий альбом». Співачка розповідала, що пісні писалися спонтанно: «Натхнення приходило самими різними шляхами. Наприклад, ми почали писати "The Body That's Love You" з невеликого нарису. Я і Джиммі дивилися футбол по телевізору, коли він став награвати кілька акордів і я сказала: "Повтори ще раз". Саме з цього ми і почали писати цю пісню».
Девід Рітц відзначав, що Джексон та її продюсери пішли на серйозний ризик, експериментуючи з музичними жанрами, які не були представлені на більш ранніх записах співачки. Він говорив: «Вона запросила Кетлін Беттл та учасника гурту Public Enemy Chuck D, оперну діву і хардкор репера, до співпраці. Двох артистів, яких ніяк не можна асоціювати з Джанет. І тим не менше все вийшло. Крім звучання Джема та Льюїса, на світ з'явився розпізнаваний продюсерський почерк Джанет Джексон, який виявився безстрашним до експериментів і, в деякому роді, навіть ексцентричним».
«That's The Way Love Goes» містить луп-семпл з пісні «Papa Don't Take No Mess», написаної Джеймсом Брауном, Фредом Віслі, Чарльзом Боббітом та Джоном Старком. Пісня «Again» спочатку була експериментальним записом, яку написали Джем і Льюїс. Попри те, що мелодія сподобалася Джексон, тріо не розглядали заготівлю, як пісню для альбому, до тих пір, поки продюсери фільму «Поетична Джастіс» не попросили написати баладу для саундтрека до картини. У підсумку, Джексон написала текст на мелодію Джема. Пісня була аранжована Лі Блиски та записана у супроводі учасників Оркестру Міннесоти та Камерного оркестру Сент-Пола.

## Реліз й рекламна кампанія

### ОбкладинкаRolling Stone
У вересні 1993 року Джексон з'явилася оголеною до пояса на обкладинці журналу Rolling Stone, де її груди були прикриті руками її тодішнього чоловіка Рене Елізондо-мол. Ця фотографія, зроблена Патріком Демаршелье, є оригінальною (повною) версією обрізаного зображення, використаного як обкладинка альбому. В статті журналу, Джексон говорила: «Секс став важливою частиною мене кілька років тому. Але це не було відомо публіці, до цього моменту. Мені довелося пройти через певні труднощі та відкинути забобони, перш ніж відчути себе комфортно в своєму власному тілі. Слухаючи мою нову платівку, люди інтуїтивно усвідомлюють, як я змінилася». Рітц порівняв зміни, що відбулися з Джанет, з тим що відбувалося з Марвіном Геем, стверджуючи: «також, як Гей пройшов шлях від What's Going On до Let's Get It On, від аскетичності до екстатично, Джанет, абсолютно серйозна в кожному кроці, як і Марвін, перейшла від Rhythm Nation до janet. — її твердженням сексуального розкріпачення». Стів Хокман з Лос-Анджелес таймс писав, що після того, як журнал з'явився в продажу, публіка була заінтригована питанням, чиї руки прикривали груди Джанет на фотографії. журналіст говорив, що джерела з Rolling Stone стверджували, що це був хлопець співачки Рене Елізондо, але й вони не були впевнені, оскільки не брали участь у фотосесії. «У нас був шанс зробити фотографію самостійно», — говорила Лорі Краточвіл, директор відділу фотографії журналу, продовжуючи: «Але вони запропонували нам цю та зображення виявилося по справжньому вражаючим. На альбомі ви побачите обличчя на передній обкладинці та тулуб і ноги на задній. Нам дісталася середина».
Зображення було обрізано обкладинки, на якій залишилася лише верхня частина з особою Джанет. У Сінгапурі розгорівся скандал, коли цензура заборонила використовувати повний варіант фотографії. В інтерв'ю MTV, Джексон казала: «Так, я досі не можу зрозуміти, чому чоловічі долоні, що стискають жіночі груди на фотографії, — образа для всього Сінгапуру. Представник моєї звукозаписної фірми запропонував чиновникам інший варіант обкладинки, але вже без долонь. Лише виявилося, що і ця фотографія приводить в жах сінгапурців. Врешті-решт ми зійшлися на тому, що на обкладинці буде лише моє обличчя».
Повна версія стала обкладинкою лімітованого двох-дискового видання альбому, а також обкладинкою відео-збірки Janet, випущеного в кінці того ж року. Соня Мюррей з The Vancouver Sun пізніше повідомляла: «27-річна Джексон залишається безсумнівно усталити в двох ролях: та зразка для наслідування, і секс-символу; фото Джексон в Rolling Stone... стало однією з найбільш впізнаваних та самих осміює журнальних обкладинок року» . У «Багнет» писали: «" ручний " бюстгальтер, в якому Джанет Джексон з'явилася на обкладинці журналу Rolling Stone 1993 року, допоміг їй зметнуться до рівня секс-символу».
Джексон вирішила, що випуск альбому не буде супроводжуватися посиленою рекламною кампанією. Філ Куартараро, президент Virgin, в статті журналу Billboard говорив, що лейбл вирішив підтримати виконавицю в цьому рішенні. «Ми вирішили, що рекламна кампанія буде ненав'язливою. І ми погодилися з Джанет, що все повинно обертатися навколо музики», — говорив Куартараро. Частиною кампанії стало бажання Джексон зміцнити зв'язок з її шанувальниками, які віддають перевагу урбаністичну музику і, з іншого боку, прокласти собі дорогу в поп-мейнстрім. В ніч перед випуском платівки, по всій Америці пройшли серії музичних вечірок в маленьких, що належать афро-американцям магазинчиках, де включали пісні з нового альбому, а опівночі почалися його продажі.

## Реакція критики
В журналі Rolling Stone писали: «Оскільки вона принцеса американської чорної королівської родини, то все, що Джанет Джексон робить — важливо. Будь то самоствердження в контексті власного життя, як на альбомі Control (1986), або прийняття на себе командування танцювальною армією ритму в боротьбі з соціальними проблемами (Rhythm Nation 1814, 1989 року), вона продовжує впливати на людей. І коли вона дає знати про свою сексуальну зрілість, як це відбувається на її новому альбомі Janet., то це культурний феномен». Стверджуючи, що альбом повинен принести їй успіх у критиків, в журналі закінчили свою рецензію словами: «[Джексон] оголосила про свою сексуальну зрілість і при цьому примудрилася не втратити жодної блискітки з своєю сяючою короною. Джанет стала уособленням перемоги для темношкірих жінок, їхніх друзів, коханців та дітей». Роберт Крістгау з The Village Voice дав альбому високу оцінку, позитивно оцінивши його тематику, присвячену сексу. Він порахував, що «це досягнення для Джанет, і точка — а ті, хто незгодний, повинні надіслати мені ім'я тієї гарячої учасниці S.O.S. Band, про яку вони лише й думають. Ніс у неї кращий, ніж у Майкла, пупок кращий, ніж у Мадонни і секс вийшов краще, ніж у обох». ☃ журналі Billboard дали позитивну оцінку, стверджуючи, що «приречений бути миттєвим хітом, останній [альбом] Міс Джексон являє собою гламурний асортимент музичних стилів — поп-і танцювальної музики, ритм-н-блюзу, року, джазу та репу, — кожний з яких виконаний з неперевершеною майстерністю та пристрастю».
Майкл Снайдер з San Francisco Chronicle захоплено описував альбом, стверджуючи, що «цей 75-ти-хвилинний опус, її перша робота з надприбуткової угоді з лейблом Virgin, може стати найпомітнішим альбомом 90-х... будучи шовковим шляхом соулу, що відображає подорож однієї жінки до емоційного та сексуального задоволення» . Керолін Салліван з Гардіан назвала альбом «пишною колекцією хауса, соулу та попа, найкращою в її кар'єрі на сьогодні». Роберт Джонсон з San Antonio Express-News похвалив Джексон та її продюсерів за зміну музичного стилю. Він писав: «Під величезним емоційним пресом від її сорока-мільйонного контракту з Virgin Records, Джексон повинна була створити щось справді вражаюче, що могло б зробити акцент лише на її імені у всьому світі... [janet.] не досконалий, але його виявилося достатньо, щоб зробити з неї Королеву поп-музики». Стів Пік з St. Louis Post-Dispatch писав, що попри те, що Джексон складно назвати великою співачкою чи автором пісень, але вона, тим не менш, «сама створила з себе неповторну особистість. Лише частина її склала сексуальна привабливість і, швидше за все, це просто легкий спосіб домогтися або отримати увагу [ публіки]». Джон Маки з The Vancouver Sun порахував, що альбом показав «неймовірний стиль» Джанет, стверджуючи, що диск — це «найкращий комерційний альбом в цьому році, альбом, який цілком може допомогти їй обійти Мадонну, що спіткнулася, як Королеві чартів. І чорт візьми, вона навіть може обійти Майкла».
Джей Кокс з журналу Time дав змішану оцінку, стверджуючи, що «попри всю його зухвалість, є щось стримуюче, обережне в цьому альбомі: ритми занадто академічні та перепродюсовані, сексуальність здається злягла вимученої. Це все викликає почуття, як якщо б Джексон, розуміючи, що це стане її головною роботою в рамках нового, $ 40 млн контракту, відчувала себе обтяженої тягарем виправдати покладені на неї надії. Однак, коли вона виходить за рамки, як у "What'll I Do", відмінному, в стилі соулу 60-х номері, стає цілком зрозуміло, що Джексон нічого не треба доводити, в тому числі і собі». Джон Парелес з Нью-Йорк Таймс зіставив Джексон з Мадонною і її братом Майклом, стверджуючи, що «справжня сила Джексон, підтримувана Джемом та Льюїсом, в тому, як вона накладає поп-мелодії на танцювальні ритми. Не так добре, як Мадонна, але все ж ефектно; команда Джексон явно слухала конкурентів. "Justify My Love" Мадонни віддається луною в "That's the Way Love Goes", а "If" наслідує "Why You Wanna Trip on Me" Майкла Джексона, з його верескливою гітарою та речитативними куплетами, що переходять в солодку мелодію». Журналіст прийшов до висновку, що попри всі його недоліки, «цей альбом не про те, як бути справжнім; він про те, як залишатися цілісним та винахідливим, даючи публіці те, що вона може сприйняти. Для суперзірки, Джексон дуже пересічна, але свою роботу вона виконує добре».
Кріс Уілман з Лос-Анджелес таймс дав негативну оцінку альбому. Незважаючи на те, що концепція, заснована на сексуальних відносинах, була поширеною в поп-музиці, Уілман порахував, що єдиною причиною по якій альбом зможе викликати реакцію в суспільстві — поширений стереотип про дуже консервативний імідж Джексон. Автор писав: «Так і буде. Перший, за чотири роки мовчання, альбом Джексон буде довго перебувати на перших місцях в чартах, але не тому, що він чудовий, а лише з причини його позиціювання, як афродізіака». Девід Брауні з Entertainment Weekly стверджував, що «якби музична різноманітність та сміливі тексти пісень були всім що потрібно, janet. міг би скласти іспит на перевірку. Але альбом мав багато чого довести. Він став першою роботою в рамках її $ 40-мільйонного контракту з Virgin та його назву — яка повинна читатися, як "Джанет, і крапка", — малося на увазі, як декларація незалежності від її дивакуватих родичів... Вона як і раніше звучить, як молода жінка, з родини, де домінують чоловіки та намагається знайти самобутній стиль та власний голос. Переважно, проте, janet. звучить, як повний бардак — і крапка». Девід Синклер з Таймс писав, в жаркому кліматі пост-Мадонновскіх 1990-х років, Джексон, як і багато її сучасники, суперзірки, проявила тенденцію до того, щоб плутати секс і любов. В опитуванні американських критиків Pazz & Jop пісні «That's the Way Love Goes» і «If» були представлені в списку найкращих синглів за 1993 рік, зайнявши 13-е і 24-е місця відповідно.
Джексон отримала п'ять номінацій на American Music Awards 1994 року: «Найкраща поп/рок виконавиця», «Найкраща соул/ритм-н-блюз виконавиця», «Найкращий поп/рок альбом» та «Найкращий соул/ритм-н-блюз альбом» за janet. та «Найкращий соул/ритм-н-блюз сингл» за «That's the Way Love Goes» . На Soul Train Music Awards 1994 року Джексон отримала чотири номінації: «R&B/Соул пісня року» та «Найкращий жіночий сингл у стилі ритм-н-блюз» (за «That's The Way Love Goes»), «Найкраще музичне відео» (за «If») та «Найкращий жіночий альбом в стилі ритм-н-блюз». У підсумку, співачка отримала нагороду за найкраще відео. У тому ж році, вона отримала дві номінації на премію «Премія Ґреммі» — «Найкраще жіноче виконання у стилі ритм-н-блюз» та «Найкраща пісня в стилі ритм-н-блюз» за «That's The Way Love Goes», — вигравши в останній номінації. Деякі критики порахували, що вона була несправедливо проігнорована в трьох головних номінаціях: «Запис року», «Пісня року» та «Альбом року». Грег Кот з Чикаго Триб'юн писав, що «Джексон знову було відмовлено в номінації на альбом року, хоча janet. (Virgin) був у топ-10 [чартів] з часу його випуску минулої весни та отримав успіх у критиків». Він додавав, що «такий недогляд подвійно досади, оскільки [ Джексон] — у співпраці з... Джиммі Джемом та Террі Льюїсом, — не просто мультиплатиновим поп-співачка, а артист, який змінив звучання та бачення ритм-н-блюзу за останні десять років». Кіт звинуватив у недогляді той факт, що багато хто був упевнений в тому, що вона залежить від своїх продюсерів та вважав таку думку помилковою. Джиммі Джем також говорив: «Звичайно легко заявляти, що її перші два альбоми, до зустрічі з нами, були провальними і коли вона зустріла нас, то одразу стала успішною... але Control став її першою роботою, де вона дійсно висловила себе. Я думаю це також важливо, як і той факт, що ми (Джем та Льюїс) спродюсували його».
Пізні рецензії були переважно позитивними. Сел Сінкуемані з Slant Magazine відзначав, що альбом «був в авангарді неймовірно популярного тренду 90-х, який полягав у семплірованія, в той час, як одна пісня могла будуватися одразу на трьох різних семплів. Деякі з них відмінно вписувалися в смисловому плані та прикрашали звукову картину, як це було з "Kool It (Here Comes the Fuzz)" групи Kool & the Gang та "Superwoman, Where Were You When I Needed You" Стіві Вандера у пісні "New Agenda" або додавали красиву оркестровку, як "Someday We'll Be Together" групи Diana Ross & the Supremes в композиції " If "...». Відзначаючи великий стилістичний розкид на альбомі, він писав: «Будучи матір'ю еклектичних, жанрово-різноманітних записів Крістіни Агілери, Гвен Стефані та Fergie, janet. включав нью-джек-свінг, хаус, поп, рок, хіп-хоп, джаз і навіть оперу, але таке стилістичне розмаїття альбому є його перевагою не в першу чергу... Джанет ніколи не була прямолінійна та janet. став ще й феміністським заявою, в чому можна бути впевненим». Алекс Хендерсон з All Music Guide дав позитивну рецензію, написавши, що «очікування всіх тих людей, хто припускав, що Джексон зможе переплюнути Rhythm Nation — вінець її кар'єри та занадто складний зразок для повторення, — були абсолютно нереальні. Але на janet., вона респектабельно зробила спробу, і нехай [ цей альбом] не такий гарний, як Control або Nation, у нього є багато сильних сторін»

## Список композицій
| #     | Назва                       | Автор                                      | Продюсер(и)                     | Тривалість |
| ----- | --------------------------- | ------------------------------------------ | ------------------------------- | ---------- |
| 1.    | «Morning»                   |                                            |                                 | 0:31       |
| 2.    | «That's the Way Love Goes»  | Janet Jackson James Harris III Terry Lewis | Jimmy Jam & Terry Lewis Jackson | 4:24       |
| 3.    | «You Know...»               |                                            |                                 | 0:12       |
| 4.    | «You Want This»             | Jackson Harris III Lewis                   | Jimmy Jam & Terry Lewis Jackson | 5:05       |
| 5.    | «Be a Good Boy...»          |                                            |                                 | 0:07       |
| 6.    | «If»                        | Jackson Harris III Lewis                   | Jimmy Jam & Terry Lewis Jackson | 4:31       |
| 7.    | «Back»                      |                                            |                                 | 0:04       |
| 8.    | «This Time»                 | Jackson Harris III Lewis                   | Jimmy Jam & Terry Lewis Jackson | 6:58       |
| 9.    | «Go on Miss Janet»          |                                            |                                 | 0:05       |
| 10.   | «Throb»                     | Jackson Harris III Lewis                   | Jimmy Jam & Terry Lewis Jackson | 4:33       |
| 11.   | «What'll I Do»              | Jackson Steve Cropper Joe Shamwell         | Jackson Jellybean Johnson       | 4:05       |
| 12.   | «The Lounge»                |                                            |                                 | 0:15       |
| 13.   | «Funky Big Band»            | Jackson Harris III Lewis                   | Jimmy Jam & Terry Lewis Jackson | 5:22       |
| 14.   | «Racism»                    |                                            |                                 | 0:08       |
| 15.   | «New Agenda»                | Jackson Harris III Lewis Chuck D           | Jimmy Jam & Terry Lewis Jackson | 4:00       |
| 16.   | «Love Pt. 2»                |                                            |                                 | 0:11       |
| 17.   | «Because of Love»           | Jackson Harris III Lewis                   | Jimmy Jam & Terry Lewis Jackson | 4:20       |
| 18.   | «Wind»                      |                                            |                                 | 0:11       |
| 19.   | «Again»                     | Jackson Harris III Lewis                   | Jimmy Jam & Terry Lewis Jackson | 3:46       |
| 20.   | «Another Lover»             |                                            |                                 | 0:11       |
| 21.   | «Where Are You Now»         | Jackson Harris III Lewis                   | Jimmy Jam & Terry Lewis Jackson | 5:47       |
| 22.   | «Hold on Baby»              |                                            |                                 | 0:12       |
| 23.   | «The Body That Loves You»   | Jackson Harris III Lewis                   | Jimmy Jam & Terry Lewis Jackson | 5:32       |
| 24.   | «Rain»                      |                                            |                                 | 0:18       |
| 25.   | «Any Time, Any Place»       | Jackson Harris III Lewis                   | Jimmy Jam & Terry Lewis Jackson | 7:08       |
| 26.   | «Are You Still Up»          |                                            |                                 | 1:36       |
| 27.   | «Sweet Dreams»              |                                            |                                 | 0:14       |
| 28.   | «Whoops Now» (Hidden track) |                                            |                                 | 4:59       |
| 75:23 |                             |                                            |                                 |            |

| Спеціальне турове обмежене видання (бонусний диск) | Спеціальне турове обмежене видання (бонусний диск) | Спеціальне турове обмежене видання (бонусний диск) |
| #                                                  | Назва                                              | Тривалість                                         |
| -------------------------------------------------- | -------------------------------------------------- | -------------------------------------------------- |
| 1.                                                 | «One More Chance»                                  | 5:57                                               |
| 2.                                                 | «Again» (Piano/Vocal)                              | 3:51                                               |
| 3.                                                 | «And on and On»                                    | 4:52                                               |
| 4.                                                 | «70's Love Groove»                                 | 5:50                                               |
| 5.                                                 | «Throb» (David Morales Legendary Club Mix)         | 9:10                                               |

| Обмежене видання (бонусний диск) | Обмежене видання (бонусний диск)                       | Обмежене видання (бонусний диск) |
| #                                | Назва                                                  | Тривалість                       |
| -------------------------------- | ------------------------------------------------------ | -------------------------------- |
| 1.                               | «That's the Way Love Goes/If» (1993 MTV Awards Medley) | 5:48                             |
| 2.                               | «That's the Way Love Goes» (We Aimsta Win Mix)         | 5:41                             |
| 3.                               | «Again» (French Vrs)                                   | 3:53                             |
| 4.                               | «If» (Swing Yo Pants Mix)                              | 6:20                             |
| 5.                               | «One More Chance»                                      | 5:54                             |
| 6.                               | «That's the Way Love Goes» (R&B Mix)                   | 6:19                             |
| 7.                               | «If» (Janet's Jeep Mix)                                | 6:27                             |
| 8.                               | «Again» (Piano/Vocal Mix)                              | 3:48                             |

## Чарти
Тижневі чарти
| Чарт (1993-1995)                           | Позиція |
| ------------------------------------------ | ------- |
| Австралія (ARIA)                           | 1       |
| Австрія (Ö3 Austria Top 40)                | 7       |
| Бельгія (Ultratop)                         | 6       |
| Канада (Canadian Albums Chart) (Billboard) | 1       |
| Нідерланди (MegaCharts)                    | 4       |
| Фінляндія (Suomen virallinen lista)        | 9       |
| Німеччина (GfK Entertainment Charts)       | 5       |
| Гонконг (IFPI)                             | 7       |
| Італія (FIMI)                              | 11      |
| Японія (Oricon Albums Chart) (Oricon)      | 4       |
| Нова Зеландія (RMNZ)                       | 1       |
| Норвегія (VG-lista)                        | 11      |
| Швеція (Sverigetopplistan)                 | 5       |
| Швейцарія (Schweizer Hitparade)            | 10      |
| Велика Британія (Official Charts Company)  | 1       |
| Велика Британія (R&B Albums) (OCC)         | 1       |
| США (Billboard 200)                        | 1       |
| США (Top R&B/Hip-Hop Albums) (Billboard)   | 1       |

## Сертифікація та продажі
| Країна                | Сертифікат (таблиця продажів та сертифікатів) | Продажі    |
| --------------------- | --------------------------------------------- | ---------- |
| Австралія (ARIA)      | 2× Платина                                    | +140,000   |
| Бельгія (BEA)         | Золото                                        | +25,000    |
| Канада (Music Canada) | 3× Платина                                    | +300,000   |
| Франція (SNEP)        | 2× Золото                                     | +200,000   |
| Німеччина (BVMI)      | Золото                                        | +250,000   |
| Японія (RIAJ)         | Платина                                       | +200,000   |
| Нідерланди (NVPI)     | Золото                                        | +50,000    |
| Нова Зеландія (RMNZ)  | Платина                                       | +15,000    |
| Норвегія (VG-lista)   | Золото                                        | +25,000    |
| Швеція (GLF)          | Золото                                        | +50,000    |
| Швейцарія (IFPI)      | Золото                                        | +25,000    |
| Велика Британія (BPI) | 2× Платина                                    | +600,000   |
| США (RIAA)            | 6× Платина                                    | +7,901,000 |